# Silnice II/373
Silnice II/373 je silnice II. třídy v Česku vedoucí od Litovle do Brna. Dosahuje délky 75 km. Na rozhraní Olomouckého a Jihomoravského kraje je přerušená, čili fakticky se jedná o dva nesouvislé úseky Litovel – Konice – Brodek a Benešov – Sloup – Jedovnice – Brno. Jihomoravský segment silnice je osou Moravského krasu a v Brně tvoří významnou městskou spojnici.

## Vedení silnice

### Olomoucký kraj

#### Okres Olomouc
- vyústění z II/635 poblíž exitu 248 na D35
- Litovel-Chudobín
- Litovel-Nová Ves
- Slavětín
- Luká-Ješov
- Luká

#### Okres Prostějov
- Hvozd
- Březsko
- Konice, křížení s II/366
- Konice-Runářov
- Brodek u Konice, konec úseku, zaústění na III/37356

přerušení

### Jihomoravský kraj

#### Okres Blansko
- vyústění z III/37357
- Benešov
- Suchý
- Žďárná, začátek peáže s II/150
- konec peáže II/150
- Ludíkov
- Němčice
- Sloup, začátek peáže s II/377
- odbočka Šošůvka, konec peáže s II/377
- Ostrov u Macochy
- Vilémovice
- Jedovnice, křížení s II/379
- Křtiny

#### Okres Brno-venkov
- Březina
- Ochoz u Brna, křížení s II/383

#### Okres Brno-město
- Brno-Líšeň, ul. Jedovnická
- křížení s II/642
- mimoúrovňové křížení s I/50 (Olomoucká radiála)
- Brno-Slatina, napojení na II/430